# 301
| [ Edytuj tabelę ] |                                          |
| Król Armenii      | - 287 Tiridates III 330                  |
| Cesarz Chin       | - 290 Jin Huidi 307                      |
| Władca Korei      | - 300 Mich’ŏn 331                        |
| Papież            | - 296 Marcelin 304                       |
| Król Persji       | - 293 Narses 302                         |
| Cesarz Rzymu      | - 284 Dioklecjan 305 - 286 Maksymian 305 |

Rok 301 / CCCI
stulecia: III wiek ~
IV wiek ~
V wiek

lata: 291 «
296 «
297 «
298 «
299 «
300 «
301
» 302
» 303
» 304
» 305
» 306
» 311

## Wydarzenia
- 3 września – początki San Marino. Według legendy założycielem miasta i republiki miał być święty Maryn.
- Dioklecjan wydał edykt o cenach maksymalnych, aby powstrzymać inflację. Pomimo że za jego naruszenie groziła kara śmierci, prawo to nie było respektowane i nie przyniosło oczekiwanych rezultatów[1].
- Armenia jako pierwsza na świecie ustanowiła chrześcijaństwo religią państwową.